# 沃斯利角

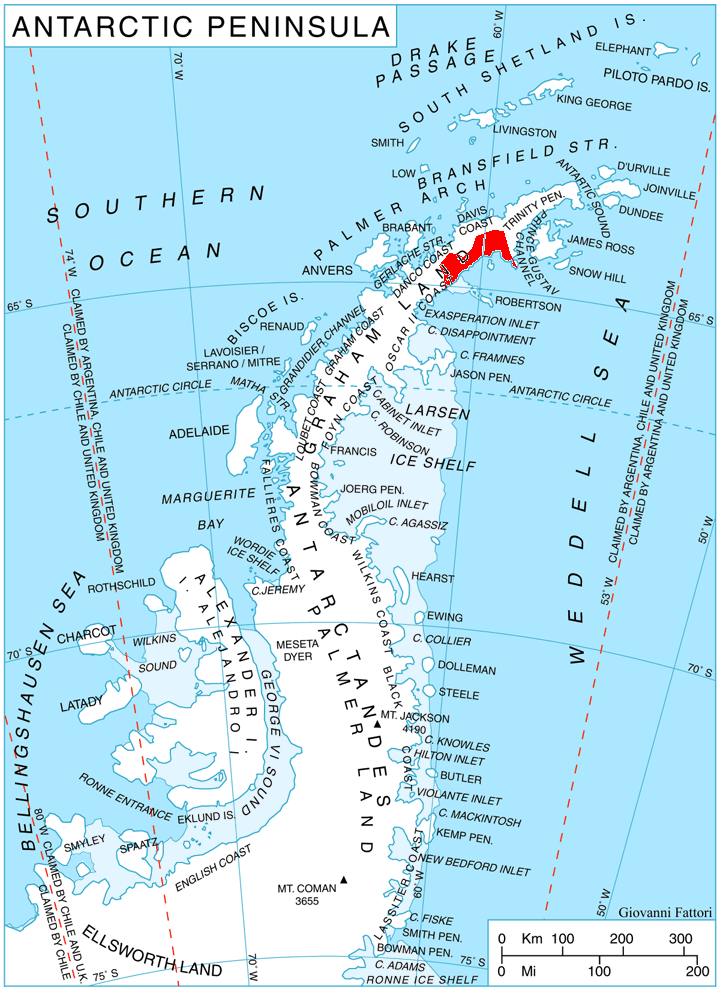

64°39′S 60°24′W / 64.650°S 60.400°W
沃斯利角（英語：Cape Worsley）是南極洲的海岬，位於葛拉漢地，處於底特律高原南端以東18公里，海拔高度225米，由英國探險隊繪入地圖，現時由南極條約體系管理。